# روبن نوبل لازاروس
روبن نوبل لازاروس (بالإنجليزية: Reuben Noble-Lazarus)‏ (16 أغسطس 1993 بهدرسفيلد في المملكة المتحدة - ) هو لاعب كرة قدم بريطاني في مركز الهجوم. لعب مع سكونثورب يونايتد ونادي بارنسلي ونادي روتشديل.

## وصلات خارجية
- روبن نوبل لازاروس على موقع قاعدة بيانات كرة القدم.إي يو (الإنجليزية)
- روبن نوبل لازاروس على موقع Soccerbase.com (لاعب) (الإنجليزية)
- روبن نوبل لازاروس على موقع Soccerway.com (الإنجليزية)